# Calosota kentra
Calosota kentra är en stekelart som beskrevs av Burks 1973. Calosota kentra ingår i släktet Calosota och familjen hoppglanssteklar. Inga underarter finns listade.